# 牧野康成 (战国武将)
牧野康成（日语：／，1548年—1599年），战国时代武将・德川氏家臣。

## 生平
初名半右卫门正胜。之后领受德川家康偏讳「康」字，改名康成。史书中多半称作牧野半右卫门。随德川家康一同翻越伊贺（石川忠総留書）。
父亲是三河国宝饭郡牛久保城主・牧野氏的寄骑（牛久保六騎）牧野山城守定成。正室为小笠原安次的女儿。
当德川氏还只是三河西部的国人领主松平氏的时代，牧野氏作为三河东部的有力国人，在骏河・远江的战国大名・今川氏和新兴势力松平氏之间首鼠两端。德川家康（当时还叫松平家康）进攻东三河并取得优势时，永禄8年（1563年）牧野山城守定成和嫡子・半右卫门正胜（后来的康成）一同早早与之内通。随着牛久保城主牧野氏归顺德川家康，家康的三河平定就指日可待了。
康成之后离开了故地，受封武藏国足立郡石户领（现在的埼玉县上尾市北西部到鸿巣市南西部的地区）5,000石的所领，并在领内的川田谷村（现在的埼玉县桶川市川田谷）设置阵屋，自此作为德川家康的直属武士效力。1599年去世，儿子信成（まきの のぶしげ）继承了家督，后来信成成为了下总国关宿藩1万7,000石的大名。另外，同样仕于德川家并参加关原之战的上野大胡藩初代藩主牧野康成是重名的另一人。